# Estàtues de Gudea

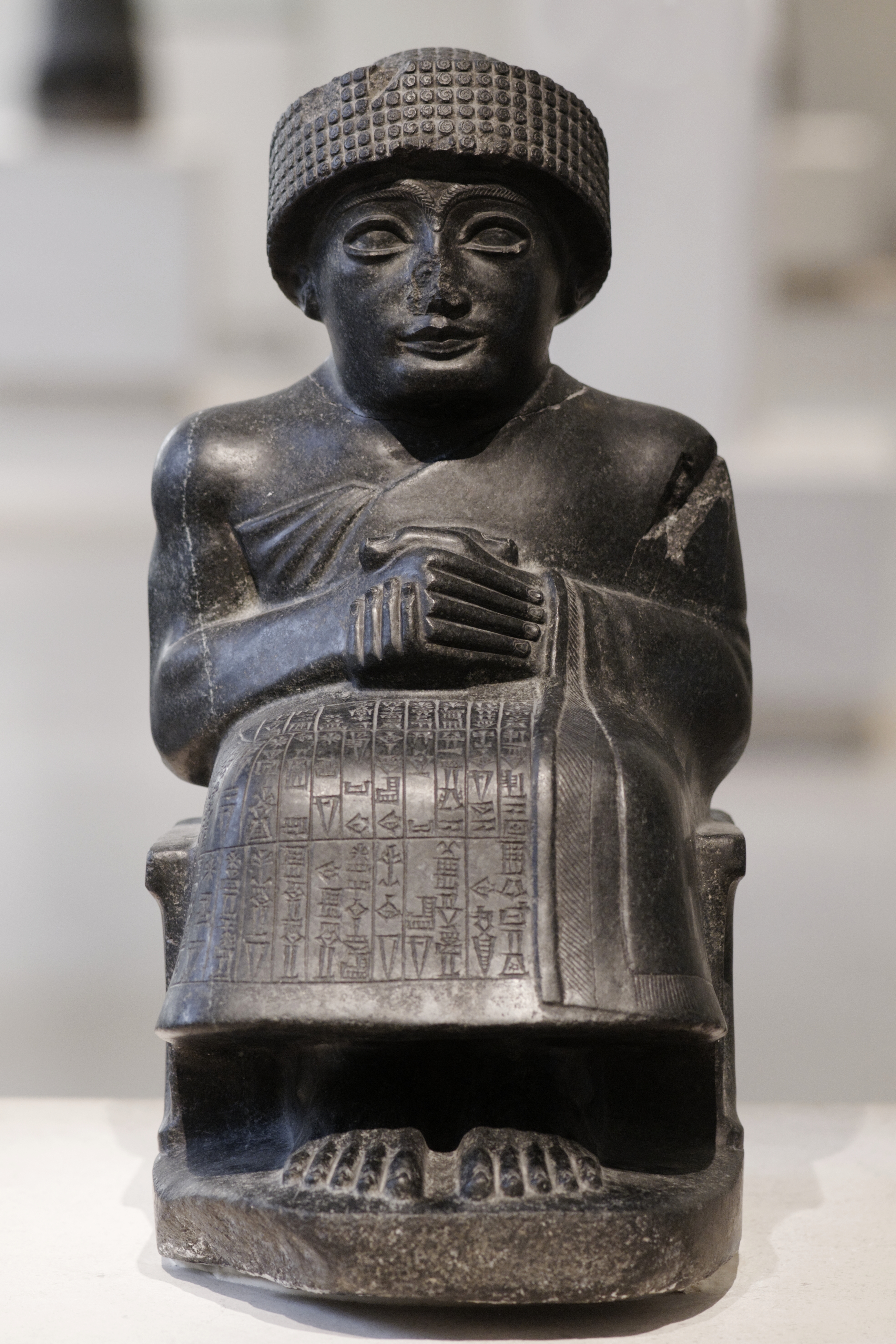
Estàtua sedent del príncep Gudea, al Museu del Louvre

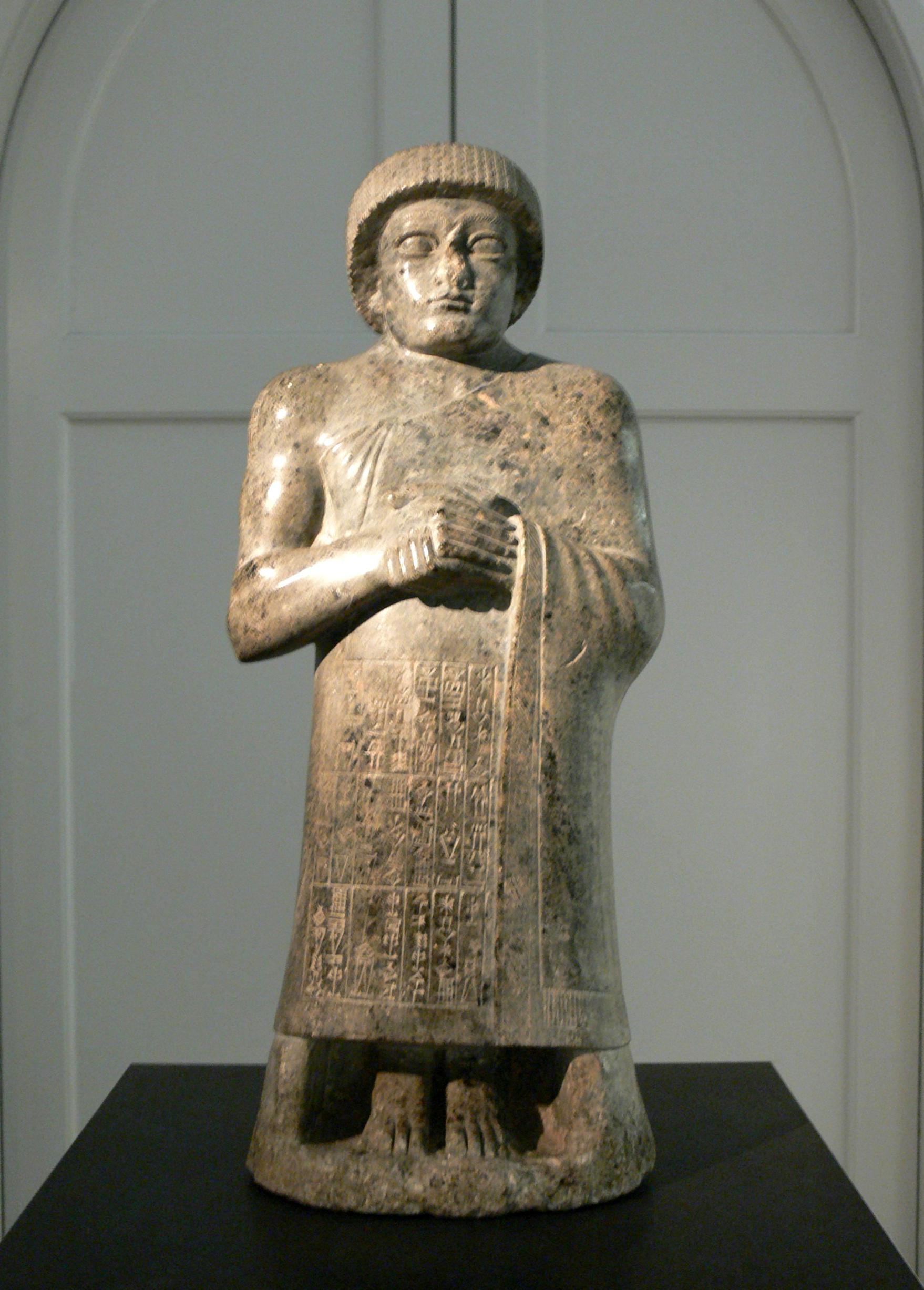
Estàtua O, Copenhaguen

Les estàtues de Gudea són un conjunt de vint-i-set escultures que van ser trobades a Lagaix, un estat de la Mesopotàmia meridional. Gudea va governar entre el 2144 i el 2124 ae. Les estàtues demostren un nivell molt sofisticat de destresa per a l'època. Els arqueòlegs han classificat les estàtues conegudes com A-AA.

## Procedència
Les estàtues A-K aparegueren durant les excavacions d'Ernest de Sarzec al pati del Palau d'Adad-nadin-ahle a Telloh (antiga Girsu). Les estàtues M-Q procedeixen d'excavacions clandestines a Telloh el 1924; la resta venen del comerç d'art, amb procedència desconeguda i, de vegades autenticitat dubtosa. No hi ha certesa que les figures L i R representen Gudea.

## Descripció i propòsit
Les estàtues pretenien representar el governant en els temples, per oferir una constant oració al seu servei; se'ls feien ofrenes a aquestes escultures. La major part de les estàtues incorporen una dedicatòria explicant a quin déu s'adreçava. Gudea està assegut o en peus; en un cas (N, Gudea amb el vas que vessa), sosté una gerra d'aigua. Normalment vesteix un kaunakes ajustat, potser fet amb pell d'ovella, i un vestit llarg amb borles. Només en un exemple (M, estàtua Soclet) duu un vestit diferent, que recorda la vestimenta reial accàdia (tors de Manixtuixu). En la falda d'una d'elles (estàtua B) hi ha el plànol del seu palau, amb l'escala de mesurar al costat. L'estàtua F és semblant a la B; a les dues els falta el cap, i tenen en la falda un tauler amb una escala de mesurar, només que l'estàtua F no té plànol del terreny.

## Grandària i material
Sembla que les estàtues més antigues són petites i fetes en alabastre; més tard, quan s'establiren rutes comercials més àmplies, s'usà un material exòtic més car, la diorita. La diorita ja l'havien usada antics governants sumeris (Estàtua d'Entemena). Segons la inscripció, aquest material (o gabre, na4esi) procedia de Magan. Les restes d'una estàtua de diorita molt gran al Museu Britànic podrien ser una representació de Gudea, però no pot assegurar-se amb certesa. El que resta de l'estàtua té metre i mig d'alt (i pesa més de 1.250 kg), la qual cosa significa que si estigués plenament reconstruïda, l'estàtua superaria els tres metres d'alt i seria l'escultura més gran d'aquest governant, de les descobertes.

## Inscripció dedicatòria
La dedicatòria de les estàtues de diorita normalment expliquen com el patesi Gudea feu portar diorita de les muntanyes de Magan, li donà la seua forma, perquè s'honorara un déu-dea i la portà a un temple. La major part de les estàtues grans (quasi de grandària natural, la D és fins i tot més gran) estan dedicades als déus principals de Lagaix: Ninurta, la seua esposa Ba'u, les dees Gatumdu i Inanna i Ninhursag com la "Mare dels déus". Q està dedicada a Ningiszida, deïtat protectora personal de Gudea més pròpiament relacionada amb Fara i Abu Salabik; les més petites M, N i O a la seua "esposa" Gestinanna. La relació entre Ningiszida i Gestinanna la degué inventar Gudea per aconseguir una connexió més estreta amb Lagaix.

## Taula d'estàtues
| Nom | Material                      | Grandària | Postura | Procedència                           | Dedicada a      | Hui en                              | Nombre de catàleg en el museu |
| --- | ----------------------------- | --------- | ------- | ------------------------------------- | --------------- | ----------------------------------- | ----------------------------- |
| A   | diorita                       | 1,24 m    | en peus | excavacions d'I. de Sarzec, Telloh    | Ninhursag/Nintu | Louvre                              | AO 8                          |
| B   | diorita                       | 0,93 m    | sedent  | excavacions d'I. de Sarzec, Telloh    | Ningirsu        | Louvre                              | AO 2                          |
| C   | diorita                       | 1,38 m    | en peus | excavacions d'I. de Sarzec, Telloh    | Inanna          | Louvre                              | AO 5                          |
| D   | diorita                       | 1,57 m    | sedent  | excavacions d'I. de Sarzec, Telloh    | Ningirsu        | Louvre                              | AO 1                          |
|     | diorita                       | 1,42 m    | en peus | excavacions d'I. de Sarzec, Telloh    | Ba'o            | Louvre                              | AO 6                          |
| F   | diorita                       | 0,86 m    | sedent  | excavacions d'I. de Sarzec, Telloh    | Gatumdu         | Louvre                              | AO 3                          |
| G   | diorita                       | 1,33 m    | en peus | excavacions d'I. de Sarzec, Telloh    | Ningirsu        | Louvre                              | AO 7                          |
| H   | diorita                       | 0,77 m    | sedent  | excavacions d'I. de Sarzec, Telloh    | Ba'o            | Louvre                              | AO 4                          |
| I   | diorita                       | 0,45 m    | sedent  | excavacions d'I. de Sarzec, Telloh    | Ningishzida     | Louvre                              | AO 3293 + AO 4108             |
| J   | diorita                       | --        | --      | excavacions d'I. de Sarzec, Telloh    | --              | --                                  | --                            |
| K   | diorita                       | 1,24 m    | en peus | excavacions d'I. de Sarzec, Telloh    | Ningirsu        | --                                  | --                            |
|     | diorita                       | --        | --      | --                                    | --              | (Kudurru)                           | --                            |
| M   | alabastre o paragonita        | 0,41 m    | en peus | excavacions clandestines, Telloh 1924 | Gestinanna      | Detroit Institute of Arts           | --                            |
|     | dolerita, calcita o esteatita | 0,61 m    | en peus | excavacions clandestines, Telloh 1924 | Gestinanna      | Louvre                              | AO 22126                      |
| O   | esteatita                     | 0,63 m    | en peus | excavacions clandestines, Telloh 1924 | Gestinanna      | Ny Carlsberg Glyptotek, Copenhaguen | NCG 840                       |
|     | diorita                       | 0,44 m    | sedent  | excavacions clandestines, Telloh 1924 | Ningishzida     | Nova York, Museu Metropolità d'Art  | 59.2                          |
|     | diorita                       | 0,33 m    | sedent  | excavacions clandestines, Telloh 1924 | Ningishzida     | cos a Bagdad, cap a Filadèlfia      | cos: 2909, cap: CBS 16664     |
| R   | diorita                       | 0,185 m   | sedent  | comerç d'art                          | Namhani         | Museu Semítico d'Harvard            | HSM 8825                      |
|     | calcària                      | --        | en peus | --                                    | --              | Louvre                              | --                            |
| T   | --                            | 1,24 m    | --      | --                                    | --              | Col·lecció Golenishev               | --                            |
| O   | dolerita                      | 0,71 m    | sedent  | Selèucia del Tigris prop de Selèucia  | Ninhursag/Nintu | Museu Britànic                      | 98065                         |
|     | diorita                       | 0,78 m    | en peus | comerç d'art                          | --              | Museu Britànic                      | 122910                        |
| W   | diorita                       | --        | --      | --                                    | --              | --                                  | --                            |
| X   | diorita                       | --        | --      | --                                    | Meslamta'ea     | --                                  | --                            |
| I   | calcària                      | --        | --      | --                                    | Ningirsu        | --                                  | --                            |
| Z   | diorita                       | --        | --      | --                                    | --              | --                                  | --                            |
| AA  | calcària                      | --        | --      | --                                    | --              | --                                  | --                            |